# Bandeirantes do Tocantins
Bandeirantes do Tocantins là một đô thị thuộc bang Tocantins, Brasil. Đô thị này có diện tích 1672,322 km², dân số năm 2007 là 2711 người, mật độ 1,62 người/km².